# Färöischer Fußballpokal 2004
Der Färöische Fußballpokal 2004, ebenfalls bekannt als Løgmanssteypið 2004, fand zwischen dem 2. März und 29. Juli 2004 statt und wurde zum 50. Mal ausgespielt. Im Endspiel, welches im Tórsvøllur-Stadion in Tórshavn auf Naturrasen ausgetragen wurde, siegte HB Tórshavn mit 3:1 gegen NSÍ Runavík und konnte den Pokal somit zum 26. Mal gewinnen.
HB Tórshavn und NSÍ Runavík belegten in der Meisterschaft die Plätze eins und sechs. Da HB Tórshavn dadurch das Double erreichte, nahm NSÍ Runavík an der 1. Qualifikationsrunde zum UEFA-Pokal 2005/06 teil. Titelverteidiger B36 Tórshavn schied hingegen im Viertelfinale aus.

## Teilnehmer
Teilnahmeberechtigt waren folgende 19 A-Mannschaften der vier färöischen Ligen:
| 1. Deild | 2. Deild                                                                  | 3. Deild                  |
| B36 Tórshavn B68 Toftir EB/Streymur GÍ Gøta HB Tórshavn ÍF Fuglafjørður KÍ Klaksvík NSÍ Runavík Skála ÍF VB Vágur | AB Argir B71 Sandur FS Vágar LÍF Leirvík Royn Hvalba SÍ Sumba TB Tvøroyri | Fram Tórshavn SÍ Sørvágur |

## Modus
Sämtliche Erstligisten waren für die Gruppenphase gesetzt. Die verbliebenen unterklassigen Mannschaften spielten in drei Runden die restlichen beiden Teilnehmer aus. In der Gruppenphase spielte jede Mannschaft zweimal gegen jede andere, wobei sich die Erst- und Zweitplatzierten jeder Gruppe sowie die zwei besten Drittplatzierten für die nächste Runde qualifizierten. Anschließend wurde im K.-o.-System weitergespielt.

## Qualifikationsrunde
Die Partie der Qualifikationsrunde fand am 2. März statt.
|             | Ergebnis  |               |
| ----------- | --------- | ------------- |
| SÍ Sørvágur | 1:3 (0:1) | Fram Tórshavn |

## 1. Runde
Die Partien der 1. Runde fanden am 6. und 7. März statt.
|             | Ergebnis             |               |
| ----------- | -------------------- | ------------- |
| AB Argir    | 4:0 (2:0)            | B71 Sandur    |
| TB Tvøroyri | 2:1 n. V. (1:1, 1:0) | Royn Hvalba   |
| FS Vágar    | 3:0 (1:0)            | Fram Tórshavn |
| SÍ Sumba    | 3:2 n. V. (1:1, 1:1) | LÍF Leirvík   |

## 2. Runde
Die Partien der 2. Runde fanden am 14. und 15. März statt.
|             | Ergebnis  |          |
| ----------- | --------- | -------- |
| FS Vágar    | 2:1 (0:0) | SÍ Sumba |
| TB Tvøroyri | 2:1 (1:0) | AB Argir |

## Gruppenphase
Die Partien der Gruppenphase fanden zwischen dem 20. März und 17. April statt.

### Gruppe 1
| Pl. | Verein       | Sp. | S | U | N | Tore    | Diff. | Punkte |
| --- | ------------ | --- | - | - | - | ------- | ----- | ------ |
| 1.  | B36 Tórshavn | 6   | 4 | 2 | 0 | 020:500 | +15   | 14     |
| 2.  | KÍ Klaksvík  | 6   | 2 | 4 | 0 | 015:600 | +9    | 10     |
| 3.  | NSÍ Runavík  | 6   | 2 | 2 | 2 | 015:120 | +3    | 08     |
| 4.  | FS Vágar     | 6   | 0 | 0 | 6 | 004:310 | −27   | 0      |

| 20. März 2004  |           |              |
| FS Vágar       | 1:3 (1:1) | KÍ Klaksvík  |
| NSÍ Runavík    | 1:2 (0:1) | B36 Tórshavn |
| 27. März 2004  |           |              |
| B36 Tórshavn   | 9:0 (4:0) | FS Vágar     |
| KÍ Klaksvík    | 2:2 (1:1) | NSÍ Runavík  |
| 3. April 2004  |           |              |
| FS Vágar       | 1:3 (0:2) | NSÍ Runavík  |
| KÍ Klaksvík    | 1:1 (0:0) | B36 Tórshavn |
| 8. April 2004  |           |              |
| B36 Tórshavn   | 4:2 (1:1) | NSÍ Runavík  |
| KÍ Klaksvík    | 7:0 (2:0) | FS Vágar     |
| 12. April 2004 |           |              |
| FS Vágar       | 0:3 (0:3) | B36 Tórshavn |
| NSÍ Runavík    | 1:1 (0:0) | KÍ Klaksvík  |
| 17. April 2004 |           |              |
| B36 Tórshavn   | 1:1 (0:0) | KÍ Klaksvík  |
| NSÍ Runavík    | 6:2 (3:0) | FS Vágar     |

### Gruppe 2
| Pl. | Verein          | Sp. | S | U | N | Tore    | Diff. | Punkte |
| --- | --------------- | --- | - | - | - | ------- | ----- | ------ |
| 1.  | GÍ Gøta         | 6   | 6 | 0 | 0 | 012:100 | +11   | 18     |
| 2.  | ÍF Fuglafjørður | 6   | 4 | 0 | 2 | 019:800 | +11   | 12     |
| 3.  | B68 Toftir      | 6   | 1 | 1 | 4 | 004:900 | −5    | 04     |
| 4.  | TB Tvøroyri     | 6   | 0 | 1 | 5 | 005:220 | −17   | 01     |

| 20. März 2004   |           |                 |
| TB Tvøroyri     | 1:3 (0:3) | GÍ Gøta         |
| 21. März 2004   |           |                 |
| B68 Toftir      | 2:5 (0:3) | ÍF Fuglafjørður |
| 27. März 2004   |           |                 |
| ÍF Fuglafjørður | 0:2 (0:0) | GÍ Gøta         |
| TB Tvøroyri     | 1:1 (1:1) | B68 Toftir      |
| 3. April 2004   |           |                 |
| GÍ Gøta         | 1:0 (1:0) | B68 Toftir      |
| TB Tvøroyri     | 0:5 (0:?) | ÍF Fuglafjørður |
| 8. April 2004   |           |                 |
| GÍ Gøta         | 4:0 (3:0) | TB Tvøroyri     |
| ÍF Fuglafjørður | 1:0 (1:0) | B68 Toftir      |
| 12. April 2004  |           |                 |
| B68 Toftir      | 1:0 (1:0) | TB Tvøroyri     |
| GÍ Gøta         | 1:0 (0:0) | ÍF Fuglafjørður |
| 17. April 2004  |           |                 |
| B68 Toftir      | 0:1 (0:0) | GÍ Gøta         |
| ÍF Fuglafjørður | 8:3 (4:1) | TB Tvøroyri     |

### Gruppe 3
| Pl. | Verein      | Sp. | S | U | N | Tore    | Diff. | Punkte |
| --- | ----------- | --- | - | - | - | ------- | ----- | ------ |
| 1.  | HB Tórshavn | 6   | 5 | 0 | 1 | 015:800 | +7    | 15     |
| 2.  | VB Vágur    | 6   | 4 | 0 | 2 | 018:110 | +7    | 12     |
| 3.  | EB/Streymur | 6   | 2 | 1 | 3 | 008:130 | −5    | 07     |
| 4.  | Skála ÍF    | 6   | 0 | 1 | 5 | 008:170 | −9    | 01     |

| 20. März 2004  |           |             |
| HB Tórshavn    | 3:2 (1:1) | EB/Streymur |
| VB Vágur       | 3:0 (0:0) | Skála ÍF    |
| 27. März 2004  |           |             |
| EB/Streymur    | 2:1 (1:0) | VB Vágur    |
| Skála ÍF       | 0:1 (0:1) | HB Tórshavn |
| 3. April 2004  |           |             |
| Skála ÍF       | 2:2 (0:1) | EB/Streymur |
| VB Vágur       | 4:0 (1:0) | HB Tórshavn |
| 8. April 2004  |           |             |
| EB/Streymur    | 0:2 (0:1) | HB Tórshavn |
| Skála ÍF       | 3:6 (3:3) | VB Vágur    |
| 12. April 2004 |           |             |
| HB Tórshavn    | 3:2 (1:0) | Skála ÍF    |
| VB Vágur       | 4:0 (3:0) | EB/Streymur |
| 17. April 2004 |           |             |
| EB/Streymur    | 2:1 (0:0) | Skála ÍF    |
| HB Tórshavn    | 6:0 (3:0) | VB Vágur    |

## Viertelfinale
Die Viertelfinalpartien fanden am 8. und 9. Mai statt.
|                 | Ergebnis                         |             |
| --------------- | -------------------------------- | ----------- |
| GÍ Gøta         | 0:1 n. V.                        | NSÍ Runavík |
| HB Tórshavn     | 7:1 (2:0)                        | EB/Streymur |
| ÍF Fuglafjørður | 2:1 (1:1)                        | KÍ Klaksvík |
| B36 Tórshavn    | 1:1 n. V. (1:1, 0:1) (3:4 i. E.) | VB Vágur    |

## Halbfinale
Die Hinspiele im Halbfinale fanden am 23. Mai statt, die Rückspiele am 3. Juli.
|             | Gesamt |                 | Hinspiel  | Rückspiel |
| ----------- | ------ | --------------- | --------- | --------- |
| NSÍ Runavík | 3:2    | ÍF Fuglafjørður | 0:0       | 3:2 (1:0) |
| VB Vágur    | 1:3    | HB Tórshavn     | 1:1 (1:0) | 0:2 (0:1) |

## Finale
| Paarung        | NSÍ Runavík – HB Tórshavn |
| Ergebnis       | 1:3 (0:2) |
| Datum          | 29. Juli 2004 |
| Stadion        | Tórsvøllur, Tórshavn |
| Zuschauer      | 5.300 |
| Schiedsrichter | Sune Johansen (Sandavágur) |
| Tore           | 0:1 Heine Fernandez (22.) 0:2 Rókur Jespersen (36.) 1:2 Helgi L. Petersen (49.) 1:3 Páll Mohr Joensen (63.) |
| NSÍ Runavík    | Jens Martin Knudsen – Brynjolvur Nielsen (68. Jóhan T. Davidsen), Óli Hansen, Helgi L. Petersen – Dánial Hansen, Ian Højgaard, Gert Langgaard (12. Jákup Emil Hansen), Jónstein Petersen, Justinus R. Hansen (46. Kári Hansen), Aleksandar Jovevic – Andy Ó. Olsen Cheftrainer: Jógvan Martin Olsen |
| HB Tórshavn    | Bárður Johannesen – Janus M. Joensen, Símun Eliasen, Vagnur M. Mortensen, Hallur Danielsen – Rúni Nolsøe , Rókur Jespersen (65. Jan Dam), Kári Nielsen, Rógvi Jacobsen – Heine Fernandez (46. Páll Mohr Joensen), Heðin á Lakjuni (77. Rasmus Nolsøe) Cheftrainer: Heine Fernandez ( Dänemark)      |
| Gelbe Karten   | keine – Símun Eliasen, Kári Nielsen, Rasmus Nolsøe |
| Platzverweise  | Jens Martin Knudsen (12.) – keine |

## Torschützenliste
Bei gleicher Anzahl von Treffern sind die Spieler nach dem Nachnamen alphabetisch geordnet.
| Platz | Spieler                 | Verein          | Tore |
| ----- | ----------------------- | --------------- | ---- |
| 1     | Bartal Eliasen          | ÍF Fuglafjørður | 09   |
| 1     | Heine Fernandez         | HB Tórshavn     | 09   |
| 3     | Helgi L. Petersen       | NSÍ Runavík     | 08   |
| 4     | Mindaugas Grigalevicius | VB Vágur        | 06   |
| 4     | Magni á Lakjuni         | ÍF Fuglafjørður | 06   |
| 4     | Bárður Mortansson       | B36 Tórshavn    | 06   |
| 7     | Erling Fles             | EB/Streymur     | 05   |
| 7     | Heðin á Lakjuni         | HB Tórshavn     | 05   |
| 7     | Sonni L. Petersen       | KÍ Klaksvík     | 05   |
| 7     | Krzystof Popczynski     | GÍ Gøta         | 05   |